# 艾尔弗雷德·泰索
艾尔弗雷德·欧内斯特·泰索（英語：Alfred Ernest Tysoe，1874年3月21日—1901年10月26日），英国男子田径运动员。他曾在1900年夏季奥运会田径比赛中获得了男子800米和5000米团体金牌。